# Torre Venezia
Der Torre Venezia ist ein 2337 m s.l.m. hoher Felsturm in den Dolomiten. Er liegt im Süden der Civetta-Gruppe und bildet mit dem Torre Trieste einen der südlichen Eckpfeiler der Gruppe. Der Torre Venezia gehört zur Gemeinde Taibon Agordino in der italienischen Provinz Belluno in der Region Venetien. Die sechs Kilometer lange, Nord-Süd ausgerichtete Civetta-Gruppe bildet entlang des Hauptkamme nach Westen hin eine bis 1000 Meter hohe Felswand. Der Hauptkamm spaltet sich südlich des Monte Civetta in den westlichen Pelsakamm und den östlichen Cantonikamm. Der Torre Venezia bildet den südlichen Endpunkt des Pelsakamms.

## Alpinismus
Der Felsturm wurde am 16. Juli 1909 in zwei Seilschaften von Napoleone Cozzi, Alberto Zanutti, Nino Cariel und Tullio Cepich bestiegen. Die beiden Seilschaften bildeten die sogenannte Squadra Volante (italienisch für „fliegende Mannschaft“). Letztere zeichnete sich dadurch aus, dass sie bei ihren Besteigungen auf Führer verzichtete. Angeführt wurde die Gruppe von dem aus Triest stammenden Alpinisten und Irredentisten der Società Alpina delle Giulie Napoleone Cozzi. Die beiden Seilschaften wählten unterschiedliche Einstiege in die Wand, erreichten aber gemeinsam über die Nordostwand den Gipfel. Auch die zweite Begehung am 10. Juli 1910 wurde von Cozzi angeführt, der dem Felsturm auch den Namen Torre Venezia gab. Bei der zweiten Besteigung erreichten mit Albina und Rita Zanutti, die Nichte und Schwester von Alberto Zanutti, erstmals zwei Alpinistinnen den Gipfel. Die erste Alleinbegehung gelang Virgilio Neri am 30. August 1931. Die erste Winterbegehung am 19. März 1943 wurde von Ernani Faè, Antoni Manzi und Ugo Zamolo, Cesare Pollazzon und Ambrogio Orlando durchgeführt.

## Zustieg
Der Torre Venezia gehört zum Bergpanorama des Rifugio Vazzoler. Von dort aus fällt der Blick auf die 500 m hohe imposante Südwand. Das Rifugio erreicht man auf der Straße von Belluno über Agordo nach Listolade. Am Ende der asphaltierten Straße, die von Listolade aus durch das Val Corpassa führt, liegt die Capanna Trieste (Parkplatz). Von hier aus erreicht man das Rifugio Vazzoler nach einer 1,5-stündigen Wanderung durch das Val Corpassa (Weg Nr. 555). Das Rifugio liegt 30 Minuten entfernt von den Einstiegen der Kletterrouten am Torre Venezia.

## Kletterrouten
Am Torre Venezia sucht man vergebens nach Superlativen wie in der Monte Civetta NW-Wand oder dem benachbarten Torre Trieste. Seit Jahrzehnten gibt es aber den Streit, welches die schönste Route ist, die auf den Torre Venezia führt, die Tissi, die Andrich-Faè oder die Ratti-Panzeri? Dazu kommen Anstiege von so bekannten Seilschaften wie Georges und Sonja Livanos und Schubert-Werner.
Der einfachste Aufstieg auf den Torre Venezia führt über den Normalweg, der zentral durch die Ostwand verläuft (II mit einer Stelle IV+). Über diesen verläuft auch teilweise der Abstieg, der aber wegen seiner Ausgesetztheit nicht zu unterschätzen ist. Folgende Kletterrouten, von West nach Ost aufgezählt, zeichnen sich durch ihre Schönheit aus:
- Castiglioni: Ettore Castiglioni und Giorgio Kahn, 1929, V, 280 m. Genusskletterei im Königreich des sechsten Grades.[9]
- Livanos: Georges und Sonja Livanos, 1957, VI-, 280 m. Erstbegehung des französischen „Sesto-Grado-Ehepaares“.[9]
- Andrich/Faè: Alvise Andrich und Ernani Faè, 1934, VI-, 300 m. Genüssliches Emporspreizen in der Bilderbuchverschneidung.[9]
- Ratti-Panzeri: Vittorio Ratti und Vittorio Panzeri, 1936, VI+, 300m. Die vielleicht schönste Kletterei am Torre.[9]
- Direkte Südverschneidung: Pit Schubert, Klaus Werner, Aloysius Wojas, 1974, VI- A2, 500 m. Viel Freikletterei mit ein paar technischen Passagen. Die Route verläuft mitten über das 25 m Dach.[10]
- Tissi: Attilio Tissi, Giovanni Andrich und Attilio Bortoli, 1933, VI, 500 m. Ein Superlativ an Schönheit mit einem der eindrucksvollsten Quergänge der Dolomiten.[1]

## Felssturz 2020
Der Torre Venezia hat im April 2020 durch einen großen Bergsturz einen Teil seiner Südwand verloren. Wegen des Corona-Lockdowns ist das genaue Datum der Bergsturzes nicht bekannt, es wird aber der 14. April angenommen. Ein großer Teil der Südwand rechts des großen Daches ist  ausgebrochen. Die Routen Tissi und Direkte Südverschneidung sind derzeit nicht begehbar (Stand Februar 2024).

## Touristische Erschließung
- Capanna Trieste (1135 m) – Ausgangspunkt zum Rifugio Vazzoler
- Rifugio Vazzoler (1714 m; CAI) – Standquartier im Süden für Klettertouren im Gebiet Torre Trieste, Torre Venezia

## Bilder

Torre Trieste
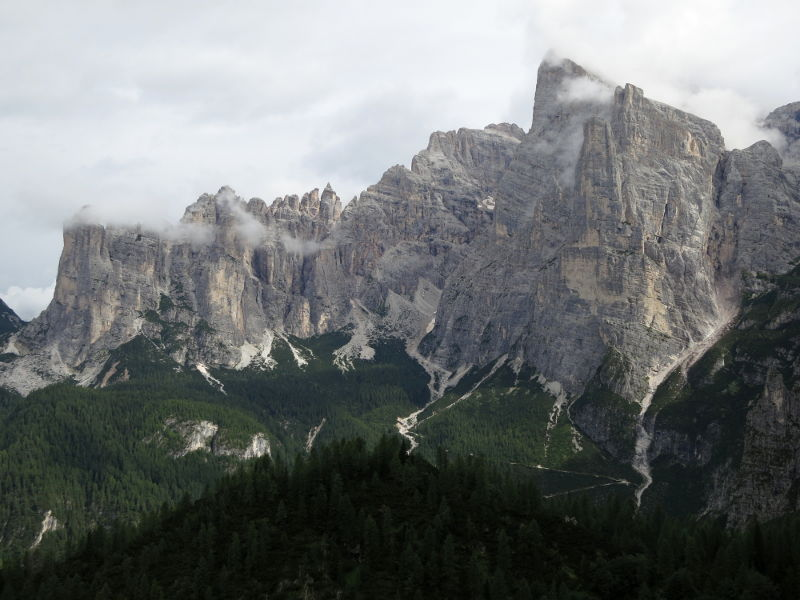
Panorama der Civetta Südwände vom Torre Venezia (links) bis Torre Trieste (rechts)
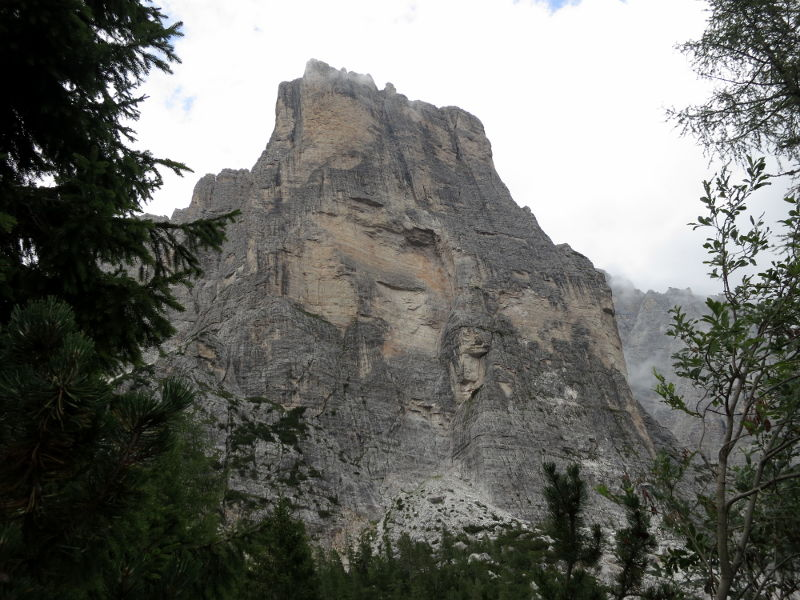
Südwand des Torre Venezias
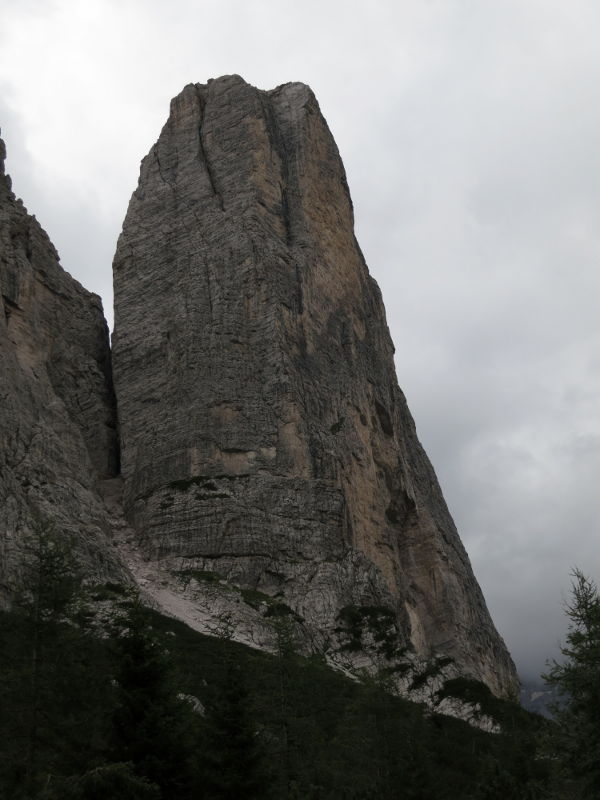
Westwand des Torre Venezia
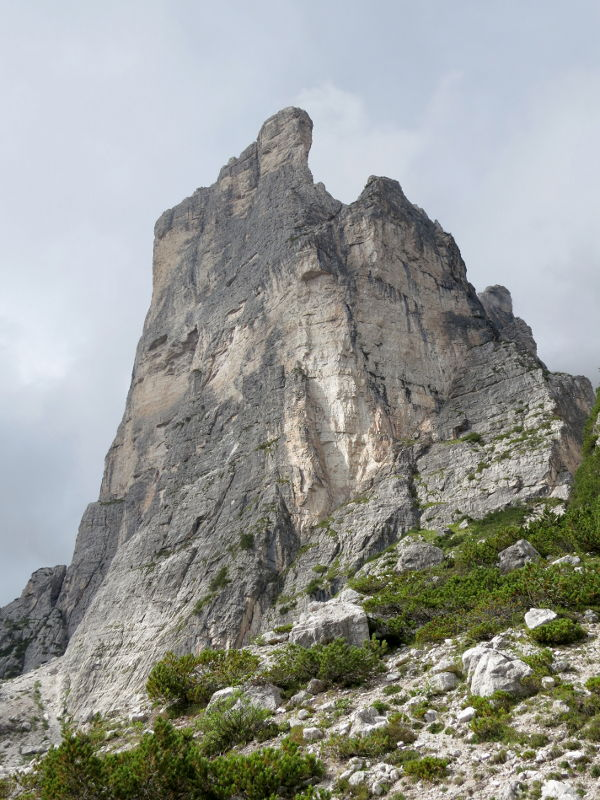
Südostwand des Torre Venezia